# Ограбление по-американски
«Ограбле́ние по-америка́нски» (англ. American Heist) — фильм-ограбление производства России и США, снятый режиссёром Сариком Андреасяном по сценарию Рауля Инглиса. Ремейк фильма 1959 года «Большое ограбление банка в Сент-Луисе». Главные роли исполнили Хейден Кристенсен, Эдриен Броуди, Эйкон, которые также выступили в качестве исполнительных продюсеров, и Джордана Брюстер.
Съёмки проходили с 18 июня 2013 года в Новом Орлеане, штат Луизиана. В России выход в прокат состоялся 22 января 2015 года. В США фильм вышел 24 июля 2015 года.

## Сюжет
Из-за криминального прошлого у Джеймса никак не складывается жизнь: он не может найти достойную работу, получает отказы в кредитовании своего бизнеса. Джеймс попал в тюрьму из-за своего старшего брата Фрэнки, отсидевшего в тюрьме 10 лет, и теперь не может его простить. Желая искупить вину, Фрэнки предлагает Джеймсу «провернуть небольшое дельце», после которого его жизнь наладится — ограбление банка в Новом Орлеане, которое станет одним из самых кровавых налётов в истории Америки.

## В ролях
- Хейден Кристенсен — Джеймс
- Эдриен Броуди — Фрэнки
- Джордана Брюстер — Эмили
- Эйкон — Шугар
- Тори Киттлз — Рэй

## Прокат
11 сентября 2014 года в целях привлечения международных дистрибьюторов фильм был представлен в рамках Международного кинофестиваля в Торонто, а 22 октября — на кинофестивале в Новом Орлеане. В результате права на распространение картины были проданы в 50 различных стран, в том числе права для кинотеатрального проката на территории США, которые были приобретены компанией «Saban Films». В России прокат осуществлялся посредством компании «Каропрокат».

## Отзывы
Фильм получил преимущественно негативные оценки критиков: его рейтинг на сайте Rotten Tomatoes составляет 14 %, по данным Metacritic ленту в среднем оценили на 23 балла из 100.
В российской прессе фильм также получил почти исключительно отрицательные рецензии и среднюю оценку 3,5 из 10. О нём писали: «Экшена кот наплакал, диалоги стандартные, похожие на все на свете. Шаблонный сценарий. Очень скверно играют актёры» («Афиша»), «Сарик не обращает внимания на такие мелочи, как выстраивание кадра, работа с актёрами» (Алекс Экслер), «Типичный второсортный боевик, в любой цивилизованной стране выходящий сразу в интернет» (GQ).